# Place de la Candelaria

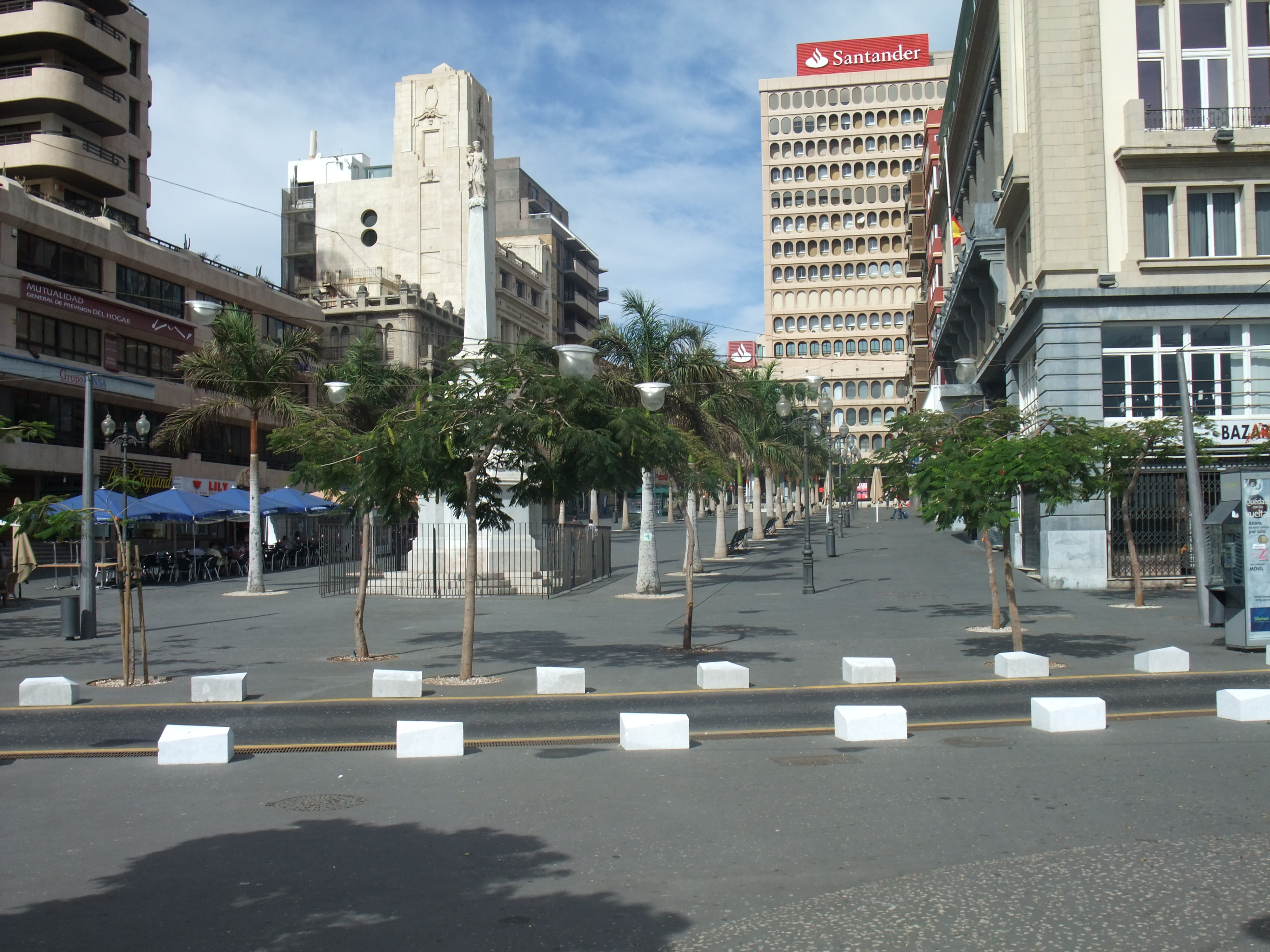
Plaza de La Candelaria

La place de la Candelaria (espagnol : plaza de La Candelaria) est une place du centre ville de Santa Cruz de Tenerife (îles Canaries, Espagne) située à côté de la Place d'Espagne. La Plaza de la Candelaria est la place la plus importante de la ville après la Place d'Espagne.

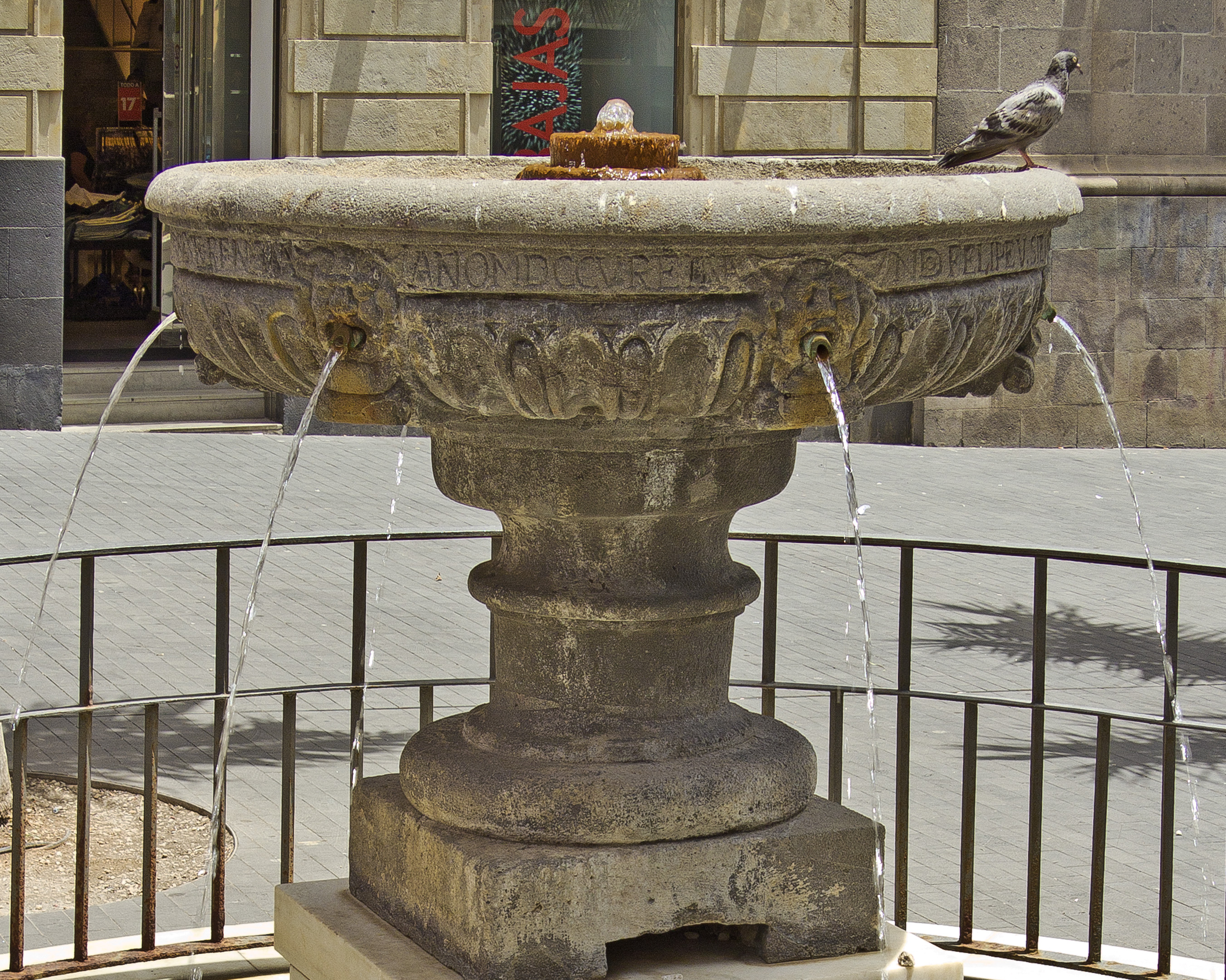
La fontaine de 1706.

Sur la place se trouve le monument de Triunfo de la Candelaria, dédié à la Vierge de la Candelaria, patronne des îles Canaries, d'où cette place tire son nom. Il y a également sur la place une fontaine, avec une vasque percée de plusieurs orifices d'où l'eau jaillit vers le bas, construite en pierre volcanique locale au centre de la place en 1706, et qui était l'une des premières de la ville.

## Triunfo de la Candelaria
Le Triunfo de la Candelaria est l'un des principaux monuments sculptés de la ville. Il est en marbre blanc et a été réalisé par le sculpteur Pasquale Bocciardo en 1768.
Il fait 4 mètres de haut. À la base de l'obélisque, quatre statues de marbre représentent les rois guanches vénérant l'image de la Vierge de la Candelaria située au sommet de l'obélisque.

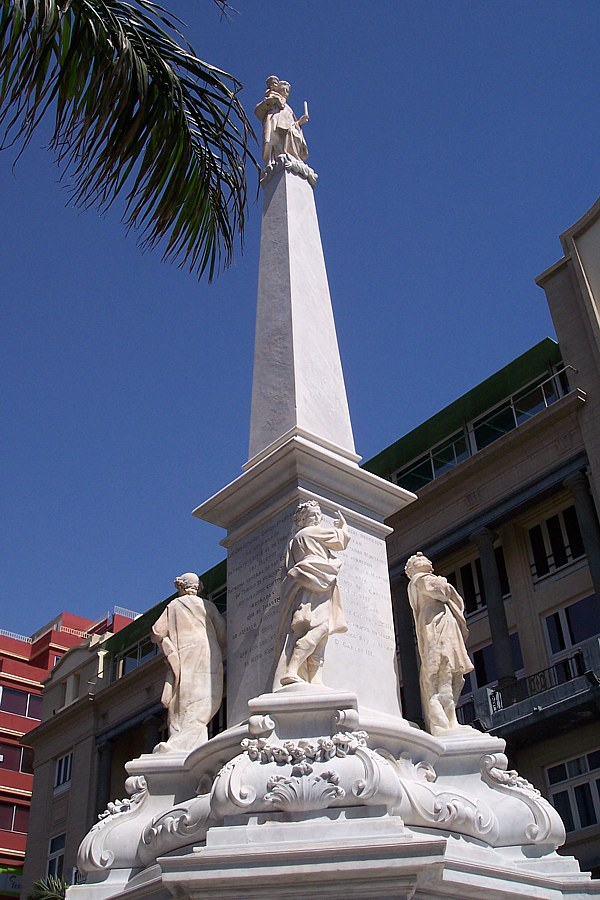
Triunfo de la Candelaria

Plusieurs inscriptions se réfèrent à la dévotion que les Canaries ont toujours eu pour cette invocation de la Vierge. Beaucoup de livres de voyage rédigés aux XIXe et XXe siècles décrivent ce monument, en effet jusqu'aux premières décennies du XXe siècle c'était le premier monument et le premier symbole religieux que voyaient les voyageurs atteignant le port de Santa Cruz de Tenerife, qui était à l'origine plus proche de la statue, avant qu'il soit élargi en gagnant du terrain sur la mer.
De nos jours, au mois de mai une offrande de fleurs est faite au Triunfo de la Candelaria au cours des « Fêtes de mai », pour la célébration de l'anniversaire de la fondation de la ville de Santa Cruz de Tenerife.